# Occipitallappen

Unterteilung des Großhirns in Hirnlappen (Lobi), Seitenansicht.

Der Occipitallappen (eingedeutschte Schreibweise: Okzipitallappen) oder Hinterhauptlappen (lat. Lobus occipitalis) ist der hinterste Anteil des Großhirns und der kleinste der vier Hirnlappen. Als Teil des visuellen Systems verarbeitet er die visuellen Impulse, weshalb er das Sehzentrum des Gehirns ist.

## Anatomie
Der Occipitallappen liegt am Hinterhauptbein an. Er sitzt auf dem Kleinhirn, von dem er durch das Kleinhirnzelt getrennt ist. Nach vorn grenzt er an den Scheitellappen (Lobus parietalis), von dem er durch die Furche Sulcus parietooccipitalis getrennt ist, sowie den Schläfenlappen (Lobus temporalis), zu dem keine klare Grenze erkennbar ist.
Der Occipitallappen wird unterteilt durch den Sulcus calcarinus, oberhalb dessen der Cuneus liegt und unterhalb die Windung Gyrus lingualis. Der Occipitallappen enthält die primäre und sekundäre Sehrinde (visueller Cortex).

## Blutversorgung
Der Occipitallappen wird überwiegend aus der Arteria cerebri posterior versorgt. Der Blutabfluss erfolgt über die aufsteigenden (Venae superficiales ascendentes cerebri) und absteigenden (Venae superficiales descendentes cerebri) oberflächlichen Venen des Gehirns. Die aufsteigenden Venen führen das Blut in den Sinus sagittalis superior, die absteigenden in den Sinus transversus, in den auch der Sinus sagittalis superior übergeht. Der Sinus transversus leitet das Blut schließlich in die innere Drosselvene, die aus dem Schädel führt.

## Funktionen

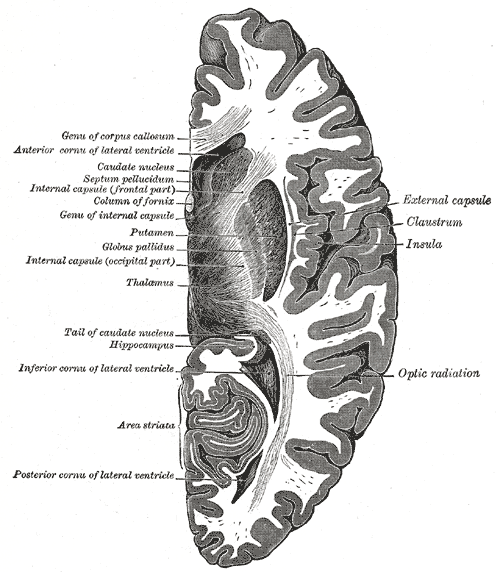
Horizontalschnitt der rechten Großhirnhemisphäre. Unten links im Bild ist die Sehrinde als Area striata zu sehen.

### Primäre Sehrinde
An der zur Körpermitte zeigenden (medialen) Seite des Occipitallappens befindet sich der sogenannte Sulcus calcarinus, der sich als Calcar avis in das Hinterhorn (Cornu posterius) des Seitenventrikels einsenkt. Beidseits des Sulcus liegt die primäre Sehrinde, die dem Brodmann-Areal 17 entspricht. Dieser Bereich besitzt einen für den Neocortex typischen sechsschichtigen Aufbau. Auffälliges Merkmal der Sehrinde ist ein zusätzliches Nervenfaserband in der Lamina IV (innere Körnerschicht), das als Gennari- bzw. Vicq-d’Azyr-Streifen bezeichnet wird. Dieser ist makroskopisch erkennbar und der Grund, warum das Areal auch Area striata („gestreiftes Gebiet“, striärer Kortex) genannt wird.
In jedem Occipitallappen werden die visuellen Impulse der temporalen ipsilateralen und der nasalen kontralateralen Netzhaut (Retina) verarbeitet, das heißt, im rechten Occipitallappen werden die Signale der jeweils rechten Hälfte der Netzhaut beider Augen verarbeitet, der linke Occipitallappen ist für die Signale der linken Netzhauthälften beider Augen zuständig (Siehe dazu visuelles System und Sehbahn). Dabei ist jedem Punkt auf der Netzhaut ein kleines Gebiet in der Sehrinde zugeordnet (retinotopische Anordnung). Die Fovea centralis, also die Stelle des schärfsten Sehens der Netzhaut, nimmt entsprechend ihrer Wichtigkeit gegenüber den anderen Bereichen etwa 80 % der Sehrinde ein. Die Informationsverarbeitung erfolgt in sog. „kortikalen Säulen“, also in übereinander gelagerten Zellverbänden. Es finden sich hier auch Zellverbände, die auf bestimmte Muster (z. B. Linien bestimmter Orientierung) ansprechen und diese Information quasi aus dem Gesamteindruck herausfiltern (sog. „Eigenschaftsextraktion“).

### Sekundäre Sehrinde
Das sekundäre Sehzentrum gehört zu den Assoziationszentren des Gehirns und entspricht den Brodmann-Arealen 18 und 19. Dieses Gebiet wird auch Area parastriata (extrastriärer Kortex) genannt, da es der Area striata benachbart liegt. Hier werden die verarbeiteten Muster aus der primären Sehrinde bekannten Sinneseindrücken gegenübergestellt und somit interpretiert und erkannt. Von der sekundären Sehrinde laufen Bahnen in andere Rindenareale des Großhirns, etwa zum Gyrus angularis zur Verknüpfung mit der Sprache, oder in den Frontallappen, wo die Augenbewegung koordiniert wird.

## Pathologie
Ausfälle der Sehbahn können sich in allen beteiligten Strukturen ergeben, z. B. durch Blutungen, Infarkte, Traumata. Daraus können folgende Störungen resultieren:
- primäres Sehzentrum:
  - Einseitige Schädigungen in diesem Bereich führen zu kontralateralen Gesichtsfeldausfällen.
  - Zerstörung beider primären Sehzentren (die anatomisch dicht beieinander liegen und nur durch den Interhemisphärenspalt (Fissura longitudinalis) getrennt sind) führt zur Rindenblindheit. Die typischen Reflexe des Auges bleiben dabei erhalten. Die Informationen des Auges laufen quasi nur ins Leere.

- sekundäres Sehzentrum:
  - Störungen in diesem Bereich betreffen das Erkennen und Verknüpfen des Gesehenen (Seelenblindheit, auch optische oder visuelle Agnosie). Dinge werden dabei zwar wahrgenommen, können aber nicht benannt werden. Darunter fallen auch die Lesestörungen (Dyslexien) bzw. das Unvermögen zu Lesen (Alexie).